# پیکوو (استان اشوی‌داشکسیه)
پیکوو (به لهستانی: Piekło) یک منطقهٔ مسکونی در لهستان است که در گمینا کونگسکیه واقع شده‌است. پیکوو ۲ نفر جمعیت دارد.